# Claudio Echeverri
Claudio Jeremías Echeverri (Resistencia, Chaco, 2 de enero de 2006) es un futbolista argentino que juega de volante ofensivo en el Bayer 04 Leverkusen de la Bundesliga.

## Trayectoria

### C.A. River Plate
Saltó a la atención internacional en el mundo del fútbol por sus actuaciones en un torneo infantil en Venecia, Italia con River. A pesar de que su equipo terminó tercero en el torneo, marcó nueve goles en seis partidos y afirmó: "La verdad es que no estamos contentos, queríamos ser campeones".
El 28 de diciembre de 2022 firmó su primer contrato profesional con Club Atlético River Plate, con una cláusula de rescisión de 25 millones de dólares.
Tras varios partidos en el banco de suplentes, el 22 de junio de 2023, con tan sólo 17 años, 5 meses y 20 días, se dio su tan ansiado debut frente a Instituto, ingresando por Nacho Fernández. En dicho encuentro brindó una asistencia en lo que fue victoria del Millonario por 3-1.
El 25 de enero de 2024, River Plate anunció que se llegó a un acuerdo con el Manchester City por la transferencia de Echeverri. Sin embargo, el futbolista permanecerá en el club argentino durante el año 2024 y luego continuará su carrera en el equipo inglés.
El 17 de marzo de 2024, anotó su primer gol oficial a nivel de clubes durante la fecha 11 de Copa de la Liga. Dicho encuentro fue victoria 3-1 del conjunto Millonario sobre Gimnasia y Esgrima de la Plata.
El 11 de abril de 2024, anotó su primer gol en la Copa Libertadores de América en el partido correspondiente a la segunda fecha de la fase de grupos. El gol de Echeverri contribuyó en la victoria por 2-0 contra Nacional y además se convirtió en el tercer jugador más joven en convertir un gol en el máximo torneo continental jugando para River Plate. Con 18 años, 3 meses y 9 días, quedó por detrás de Javier Saviola (17 años, 2 meses, 11 días) y Fernando Cavenaghi (17 años, 5 meses y 13 días), y superó las marcas de Gonzalo Higuaín (18 años, 4 meses y 24 días) y Pablo Aimar (18 años, 5 meses y 6 días).
El 14 de diciembre, jugó su último partido en River para en 2025 sumarse al Manchester City. En el millonario acumuló 4 goles y 8 asistencias en 48 partidos jugados, logrando ganar 3 títulos.

### Manchester City
En enero de 2025 y tras terminar su vínculo con River Plate, viajó a Inglaterra para sumarse a los citizens como una nueva joven promesa del fútbol mundial. El 27 de febrero fue presentado de forma oficial en el club, utilizando el dorsal 30.
El 17 de mayo debutó oficialmente en la final de la FA Cup frente al Crystal Palace, ingresó al minuto 76' por Omar Marmoush, tuvo un par de chances de gol pero sin embargo el equipo perdería el título por 1-0. El 25 de mayo, haría su debut oficial en Premier League, ingresando en los últimos 11 minutos.
Para junio de ese año, sería convocado para el Mundial de clubes, durante la primera fecha frente a Wydad Casablanca sería suplente, sin embargo, para la fecha 2 frente a Al-Ain iniciaría en el 11 titular, marcando un gol de tiro libre para el 2-0 parcial, siendo su primer gol en el club. 

### Bayer Leverkusen
En agosto de 2025 y trás no ser tenido en cuenta por el entrenador Pep Guardiola, el equipo inglés lo cedería a préstamo durante 1 año (junio de 2026) al Bayer Leverkusen de Alemania

## Selección nacional

### Sub-17
El 15 de marzo de 2022 jugó su primer partido a nivel selecciones, en este caso fue contra Estados Unidos. El Diablito ingresó en la etapa final y a los 69′ tras un quite en mitad de cancha, encaró desde la izquierda hacia el centro y asistió a su compañero que no pudo concretar.
Fue convocado para disputar el Campeonato Sudamericano de Fútbol Sub-17 2023 en Ecuador, a lo largo del torneo marcó 5 goles (máximo anotador junto a Kauã Elias) y 3 asistencias, finalizando así con el tercer lugar y clasificando a la Copa Mundial de Fútbol Sub-17 de 2023. En el partido de cuartos de final del mundial contra Brasil Echeverri marcó los tres goles en la victoria de Argentina por 3-0 y fue nombrado mejor jugador del partido.
| Torneo                   | Sede      | Resultado    | Partidos | Goles |
| ------------------------ | --------- | ------------ | -------- | ----- |
| Sudamericano Sub-17 2023 | Ecuador   | Tercer lugar | 8        | 5     |
| Copa Mundial Sub-17 2023 | Indonesia | Cuarto lugar | 7        | 5     |

### Sub-23
Echeverri fue incluido en la lista de convocados para el Preolímpico Sudamericano de 2024, su convocatoria se dio a último momento debido a la lesión de Pedro de la Vega. En el torneo, Echeverri participó en seis de los siete partidos disputados por el seleccionado que consiguió una de las dos plazas a los Juegos Olímpicos de París 2024.
En marzo de 2024, fue convocada nuevamente, esta vez para disputar dos partidos amistosos contra la Selección sub-23 de México.
| Torneo                        | Sede      | Resultado        | Partidos | Goles |
| ----------------------------- | --------- | ---------------- | -------- | ----- |
| Preolímpico Sudamericano 2024 | Venezuela | Segundo lugar    | 6        | 0     |
| Juegos Olímpicos 2024         | París     | Cuartos de final | 3        | 1     |

### Sub-20
En enero de 2025 fue convocado para disputar el Campeonato Sudamericano Sub-20 2025 que se realizó en Venezuela. En el torneo participó en los nueve partidos disputados por el seleccionado que consiguió una de las cuatro plazas a la Copa Mundial de Fútbol Sub-20 de 2025.
| Torneo                         | Sede      | Resultado     | Partidos | Goles |
| ------------------------------ | --------- | ------------- | -------- | ----- |
| Campeonato Sudamericano Sub-20 | Venezuela | Segundo lugar | 9        | 6     |

## Estadísticas

### Clubes
Actualizado al último partido disputado el 22 de junio de 2025.
| Club | Div.          | Temporada     | Liga  | Liga  | Liga   | Copas Nacionales (1) | Copas Nacionales (1) | Copas Nacionales (1) | Copas Internacionales (2) | Copas Internacionales (2) | Copas Internacionales (2) | Total | Total | Total  |
| Club | Div.          | Temporada     | Part. | Goles | Asist. | Part.                | Goles                | Asist.               | Part.                     | Goles                     | Asist.                    | Part. | Goles | Asist. |
| --- | ------------- | ------------- | ----- | ----- | ------ | -------------------- | -------------------- | -------------------- | ------------------------- | ------------------------- | ------------------------- | ----- | ----- | ------ |
| C. A. River Plate Argentina | 1.ª           | 2023          | 4     | 0     | 1      | 2                    | 0                    | 1                    | 0                         | 0                         | 0                         | 6     | 0     | 2      |
| C. A. River Plate Argentina | 1.ª           | 2024          | 20    | 2     | 3      | 11                   | 1                    | 3                    | 10                        | 1                         | 0                         | 42    | 4     | 6      |
| C. A. River Plate Argentina | Total club    | Total club    | 24    | 2     | 4      | 13                   | 1                    | 4                    | 10                        | 1                         | 0                         | 48    | 4     | 8      |
| Manchester City F. C. Inglaterra | 1.ª           | 2024-25       | 1     | 0     | 0      | 1                    | 0                    | 0                    | 1                         | 1                         | 0                         | 3     | 1     | 0      |
| Manchester City F. C. Inglaterra | Total club    | Total club    | 1     | 0     | 0      | 1                    | 0                    | 0                    | 1                         | 1                         | 0                         | 3     | 1     | 0      |
| Total carrera | Total carrera | Total carrera | 25    | 2     | 4      | 14                   | 1                    | 4                    | 11                        | 2                         | 0                         | 51    | 5     | 8      |
| (1) Las copas nacionales se refiere a la Copa Argentina, a la Copa de la Liga Profesional, el Trofeo de Campeones y a la FA Cup. (2) Las copas internacionales se refiere a la Copa Libertadores y a la Copa Mundial de Clubes. |               |               |       |       |        |                      |                      |                      |                           |                           |                           |       |       |        |

### Selección
Actualizado al último partido jugado el 26 de marzo de 2024.
| Selección Nacional         | Año      | Amistosos | Amistosos | Amistosos | Sudamericano Sub-17 | Sudamericano Sub-17 | Sudamericano Sub-17 | Mundial Sub-17 | Mundial Sub-17 | Mundial Sub-17 | Preolímpico Sudamericano | Preolímpico Sudamericano | Preolímpico Sudamericano | Total | Total | Total  |
| Selección Nacional         | Año      | Part.     | Goles     | Asist.    | Part.               | Goles               | Asist.              | Part.          | Goles          | Asist.         | Part.                    | Goles                    | Asist.                   | Part. | Goles | Asist. |
| Argentina sub-17 Argentina | 2022     | 3         | 1         | 1         | —                   | —                   | —                   | —              | —              | —              | —                        | —                        | —                        | 3     | 1     | 1      |
| Argentina sub-17 Argentina | 2023     | 5         | 1         | 0         | 8                   | 5                   | 3                   | 7              | 5              | 1              | —                        | —                        | —                        | 20    | 11    | 4      |
| Argentina sub-17 Argentina | Subtotal | 8         | 2         | 1         | 8                   | 5                   | 3                   | 7              | 5              | 1              | —                        | —                        | —                        | 23    | 12    | 5      |
| Argentina sub-23 Argentina | 2024     | 2         | 0         | 0         | —                   | —                   | —                   | —              | —              | —              | 6                        | 0                        | 1                        | 9     | 1     | 1      |
| Argentina sub-23 Argentina | Subtotal | 2         | 0         | 0         | —                   | —                   | —                   | —              | —              | —              | 6                        | 0                        | 1                        | 9     | 1     | 1      |
| Total                      | Total    | 10        | 2         | 1         | 8                   | 5                   | 3                   | 7              | 5              | 1              | 6                        | 0                        | 1                        | 31    | 12    | 6      |
| -------------------------- | -------- | --------- | --------- | --------- | ------------------- | ------------------- | ------------------- | -------------- | -------------- | -------------- | ------------------------ | ------------------------ | ------------------------ | ----- | ----- | ------ |

Fuentes: Transfermarkt

### Hat-tricks
| 1 | 24 de noviembre de 2023 | Estadio Internacional, Yakarta | Brasil - Argentina |  | 0 - 3 | Mundial Sub-17 Indonesia 2023 |

## Palmarés

### Títulos nacionales
| Título              | Equipo            | País      | Año  |
| ------------------- | ----------------- | --------- | ---- |
| Primera División    | C. A. River Plate | Argentina | 2023 |
| Trofeo de Campeones | C. A. River Plate | Argentina | 2023 |
| Supercopa Argentina | C. A. River Plate | Argentina | 2023 |

## Estilo de juego
Apodado El Diablito en honor al exfutbolista internacional boliviano Marco Etcheverry, a quien apodaron El Diablo, ya que los dos comparten regates "diabólicos", ritmo en situaciones uno contra uno y un tiro poderoso, así como un apellido similar. Ha enumerado a Lionel Messi y al exjugador de River Juan Fernando Quintero como dos jugadores a los que idolatra, mientras que ha declarado que modela su juego a partir de Matías Suárez.
Debido a sus grandes gambetas y por la manera que tiene de poner el cuerpo a la hora de jugar, a muchos hinchas de River les recuerda al gran ídolo riverplatense Ariel Ortega.[cita requerida]